# Ron Vlaar
Ron Peter Vlaar, född 16 februari 1985 i Hensbroek, Noord-Holland, är en nederländsk före detta fotbollsspelare (mittback) som avslutade karriären i AZ Alkmaar.
Vlaar gjorde sin A-lagsdebut som 20-åring för AZ Alkmaar. Han har även spelat för Feyenoord och Aston Villa.